# Lochristi

Lochristi é um município belga da província de Flandres Oriental. O município é constituído pelas vilas de Beervelde, Lochristi, Zaffelare e Zeveneken. Em 1 de janeiro de 2006, o município tinha uma população de 20 111 habitantes, uma área total de  60,34 km² e uma densidade populacional de  333 habitantes por km².

## Deelgemeenten
O município é constituído por quatro deelgemeenten.
| #     | Nome              | Superfície | População |
| ----- | ----------------- | ---------- | --------- |
| I (V) | Lochristi -Hijfte |            |           |
| II    | Beervelde         |            |           |
| III   | Zaffelare         |            |           |
| VI    | Zeveneken         |            |           |

O município confina com as seguintes municípios e deelgemeenten:
- a. Eksaarde (Lokeren)
- b. Lokeren
- c. Kalken (Laarne)
- d. Laarne
- e. Heusden (Destelbergen)
- f. Destelbergen
- g. Oostakker (Ghent)
- h. Desteldonk (Ghent)
- i. Mendonk (Ghent)
- j. Wachtebeke

## Mapa

Lochristi, deelgemeentene vilas vizinhas